# أنجل (محطة مترو أنفاق لندن)

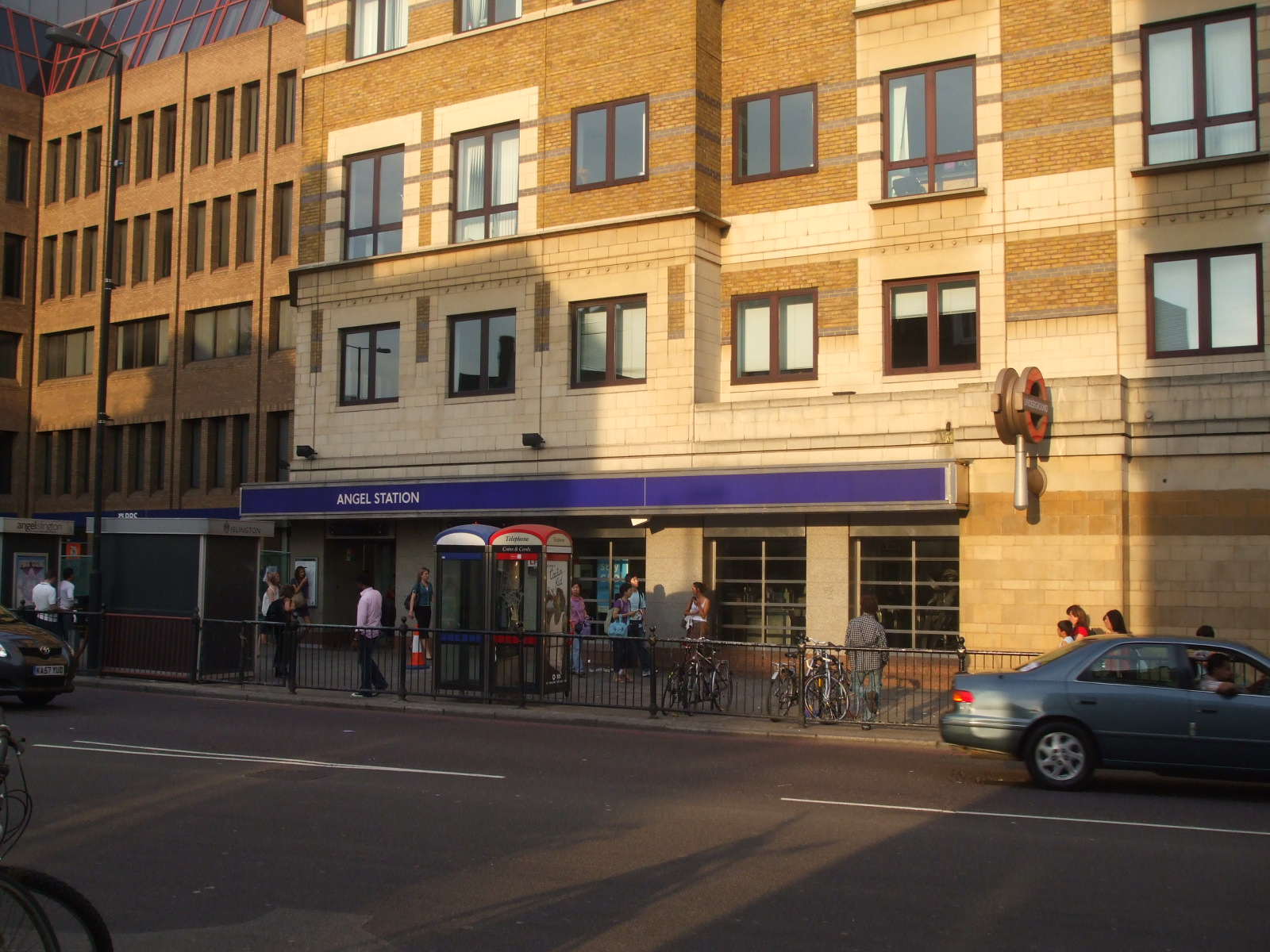
محطة قطار الأنفاق أنجل عام 2008.

أنجل (بالإنجليزية: Angel)‏ هي إحدى محطات مترو أنفاق لندن. تقع على خط نورذيرن أفتتحت في المنطقة (Zone) رقم 1 أفتتحت في 17 نوفمبر 1901. 